# The Rat
Pour plus de détails, voir Fiche technique et Distribution.
The Rat est un film britannique muet réalisé par Graham Cutts, sorti en 1925.

## Synopsis
The Rat est un beau gosse des faubourgs parisiens, très apprécié des filles. Mais son cœur appartient à Odile. Alors qu'une dame cherche à séduire le beau voyou et qu'un ami fait de même avec Odile, les ennuis vont commencer. 

## Fiche technique
- Titre : The Rat
- Réalisation : Graham Cutts
- Scénario : Constance Collier, Graham Cutts, |Ivor Novello
- Production : Michael Balcon pour Gainsborough Pictures
- Direction artistique : C. Wilfred Arnold
- Photographie : Hal Young
- Pays de production :  Royaume-Uni
- Format : noir et blanc - film muet
- Genre : drame
- Date de sortie :
  - Royaume-Uni : 7 septembre 1925 (à Londres)

## Distribution
- Ivor Novello : Pierre Boucheron
- Mae Marsh : Odile Etrange
- Isabel Jeans : Zelie de Chaumet
- Robert Scholtz : Herman Stetz
- James Lindsay : Détective Caillard
- Marie Ault : Mère Colline
- Julie Suedo (en) : Mou Mou
- Hugh Brook : Paul
- Esme Fitzgibbons : Madeleine Sornay
- Lambart Glasby : American
- Iris Grey : Rose